# Geslin de Coëtmen
Vous êtes invité à donner votre avis sur cette page de discussion, de manière argumentée en vous aidant notamment des critères d’admissibilité ou en présentant des sources extérieures et sérieuses.  
Après avoir apposé le modèle {{Admissibilité}} sur une page, suivez les étapes expliquées sur Wikipédia:Débat d'admissibilité/Aide :
| 1. | Créez la page de débat d'admissibilité.                                                                      | Sauvegardez d’abord la page pour l’initialiser puis indiquez votre motivation.           |
| 2. | Important : ajoutez une entrée dans la section Débat d'admissibilité du jour.                                | Utilisez ce texte : *{{L\|Geslin de Coëtmen}}                                            |
| 3. | Pensez à informer les contributeurs principaux de la page et les projets associés lorsque cela est possible. | Utilisez ce texte : {{subst:Avertissement débat d'admissibilité\|Geslin de Coëtmen}}~~~~ |

Geslin de Coëtmen (vers 1160 – après 1235), aussi appelé Geslin de Penthièvre, est un seigneur breton du début du XIIIe siècle. Il est attesté comme sénéchal du Goëlo en 1220 et encore mentionné en 1235 dans le cadre des enquêtes royales.

## Biographie

### Origines et statut
Fils cadet du comte Henri d’Avaugour, Geslin tient la résidence castrale de Coëtmen (Tréméven). Le site, où subsistait un donjon du XIIe siècle, a été rasé le 12 décembre 1993, fait relaté par la presse régionale.
La tradition locale/généalogique a parfois fait de Geslin l’époux d’une héritière de Tonquédec (explication du passage du fief à la lignée de Coëtmen). Cette version est rapportée par le site de l’Inventaire de Bretagne. Toutefois, la recherche récente estime que la pièce de la fin du XVe siècle invoquée pour étayer ce mariage (BNF ms. fr. 8269, p. 259) « n’a absolument aucune valeur ». En l’état, le rattachement personnel de Geslin au château de Tonquédec par mariage doit donc être présenté comme incertain.

### Armes
Les armes sont attestées pour la lignée aux XIIIe–XVe siècles ; aucune attestation directe pour Geslin.

### Activité publique et réseaux
Outre sa charge de sénéchal du Goëlo en 1220, Geslin figure parmi les déposants des enquêtes royales de 1235 relatives aux dommages subis par les partisans du roi de France : Launay signale la présence du « seigneur Geslin » dans l’entourage d’Henri d’Avaugour.

### Relations avec Beauport
Les sources éditées au XIXe siècle mentionnent des donations en faveur de l’abbaye de Beauport par « le seigneur Gélin » (Geslin), confirmées par Henri d’Avaugour ; ces pièces ont été reprises par l’historiographie récente,.

### Décès
La date exacte de son décès n’est pas assurée ; il est actif au moins jusqu’en 1235.

## Postérité
C’est la descendance de Geslin qui porte, aux XIIIe–XIVe siècles, les titres liés aux fiefs de Coëtmen puis de Tonquédec ; l’Inventaire régional rappelle que la forteresse de Tonquédec a été édifiée par les Coëtmen et que la titulature vicomtale de Tonquédec est attachée à cette lignée (essentiellement pour les états des XVe–XVIe siècles).